# ポール・スタインハート

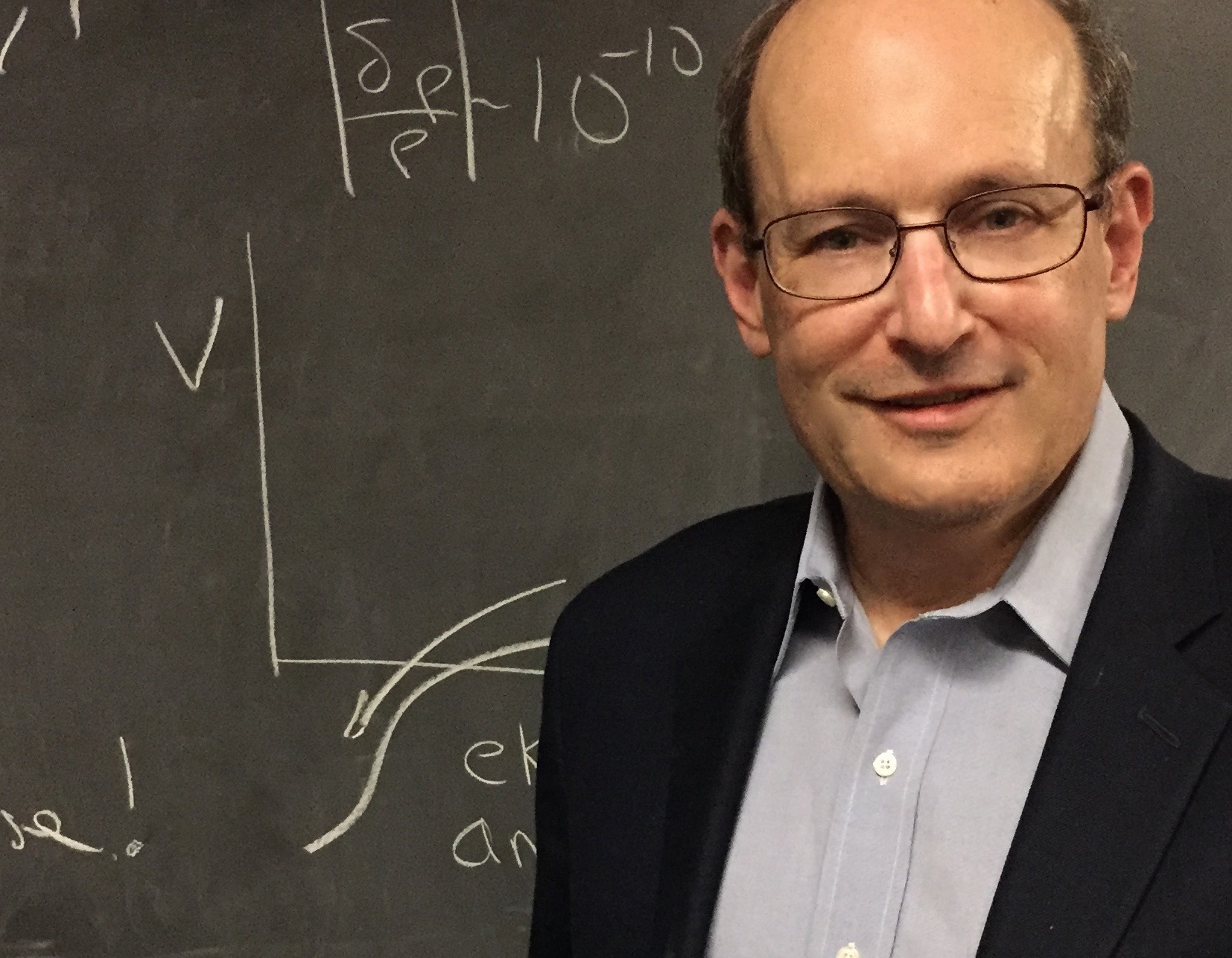
ポール・スタインハート

ポール・ジョセフ・スタインハート（Paul Joseph Steinhardt、1952年12月25日 - ）は、アメリカ合衆国の宇宙物理学者、物性物理学者。プリンストン大学教授。宇宙のインフレーション理論やサイクリック宇宙論の先駆者として知られる。

## 経歴
ワシントンD.C.出身。1974年カリフォルニア工科大学卒業。1978年ハーバード大学大学院から物理学のPh.D.を取得。指導教授はシドニー・コールマンであった。1981年ペンシルベニア大学に移籍し、1989年に教授に就任。1998年から現職。

## 受賞歴
- 2002年 - ICTPのディラック・メダル
- 2006年 - トムソン・ロイター引用栄誉賞
- 2010年 - オリバー・E・バックリー凝縮系賞
- 2012年 - ジョン・スコット賞
- 2020年 - ニールス・ボーア名誉メダル（ニールス・ボーア研究所）

## 著書
- 「サイクリック宇宙論 ビッグバン・モデルを超える究極の理論（原題: Endless universe）」 水谷淳訳 早川書房 2010年
- 「第二の不可能を追え! 理論物理学者、ありえない物質を求めてカムチャツカへ（原題: The second kind of impossible）」 斉藤隆央訳 みすず書房 2020年

## 参照
- Paul J. Steinhardt Princeton University
- Paul J. Steinhardt